# Iglesia de San Joaquín (Iloílo)
La iglesia de San Joaquín se encuentra ubicada en el municipio filipino de San Joaquín, perteneciente a la provincia  de Iloilo, en las Bisayas occidentales. Es una iglesia parroquial católica de la Arquidiócesis de Jaro.
La iglesia se encuentra en la plaza del pueblo de San Joaquín,  una colina cerca de la costa que disfruta de vistas al mar.
El nombre antiguo del lugar fue el de Siwaragan, lugar mitológico de desembarco de los diez datus de Borneo.
Lo que hace que esta iglesia sea realmente única es su fachada que conmemora la victoria de las fuerzas españolas, que en aquella época también combatían contra los piratas moros en la expedición de Balanguingui de 1848, sobre el ejército marroquí en la batalla de Tetuán.

## Construcción

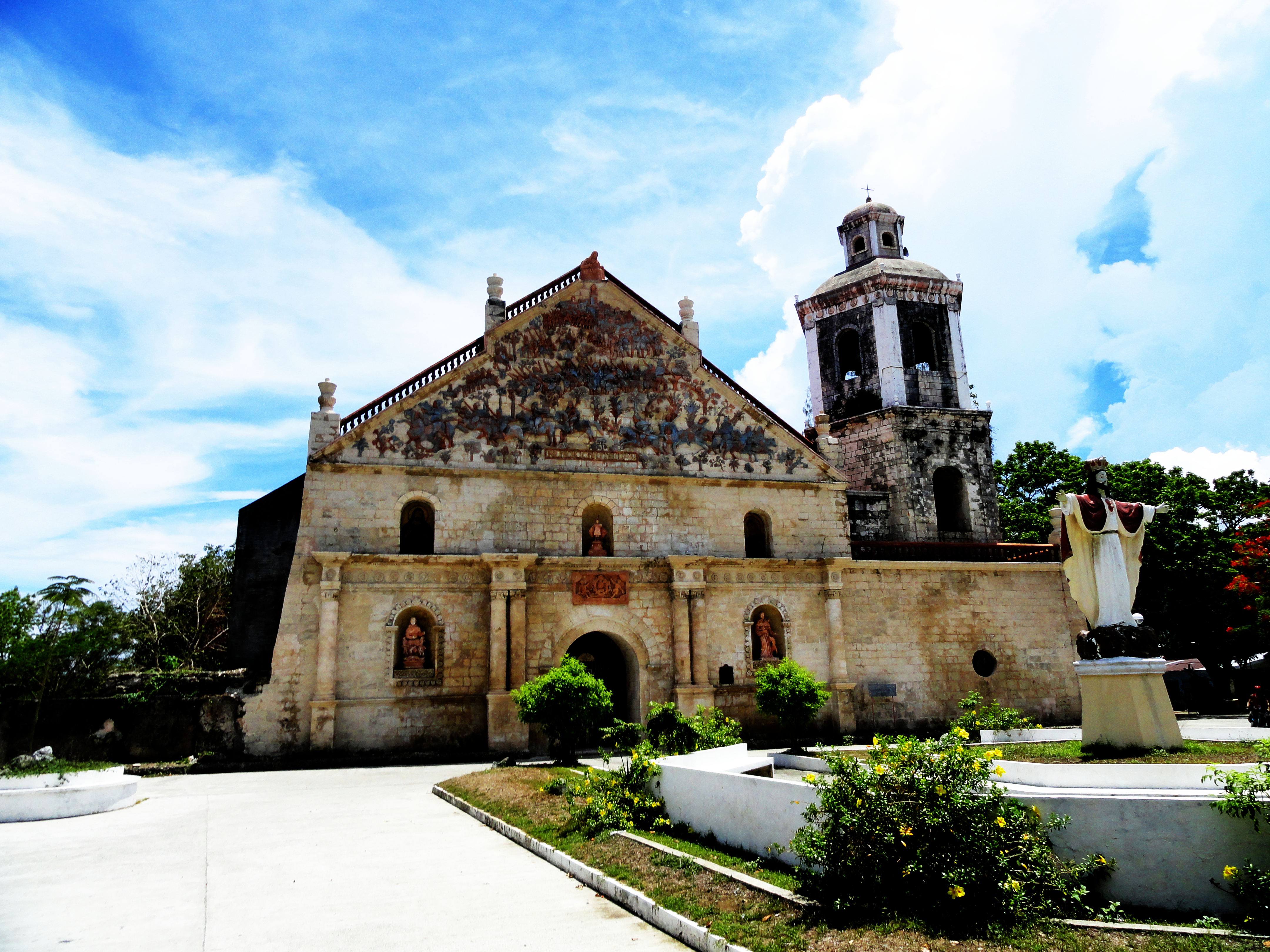
San Joaquin Church

Considerada como la única iglesia de temática militar de Filipinas, en siglo XIX fue una fortaleza para defensa de la población frente a los moros que atacaron la costa sur de la Isla de Panay. 
El edificio destinado al culto fue declarado como un santuario nacional en 1974. 
Construida entre 1859 y 1869 bajo de supervisión del fraile español Tomas Santaren de la Orden Agustina, cura párroco entre 1855 y 1866, contaba con la labor de trabajadores chinos y filipinos así como de artistas procedentes de España y de México. Algunos dicen que puede ser un recuerdo para su padre, que formando parte del ejército español que participó en la famosa batalla.
Al igual que la mayoría de las iglesias construidas en la región en esta época (finales de 1850), fue construida mediante prestación personal de los residentes, incluidos los hombres, las mujeres y los niños. Fueron los residentes más pobres, los que no pudieron pagar a un sustituto, los que se vieron obligados a recoger y transportar las piedras, el coral y otros materiales.
Fue valorada por la Comisión Histórica Nacional de Filipinas como National Cultural Treasure en 1974 y Cultural Heritage Monument. La declaración se hizo en apoyo de la política estatal para preservar y proteger importantes propiedades culturales y salvaguardar su valor intrínseco.

## El edificio

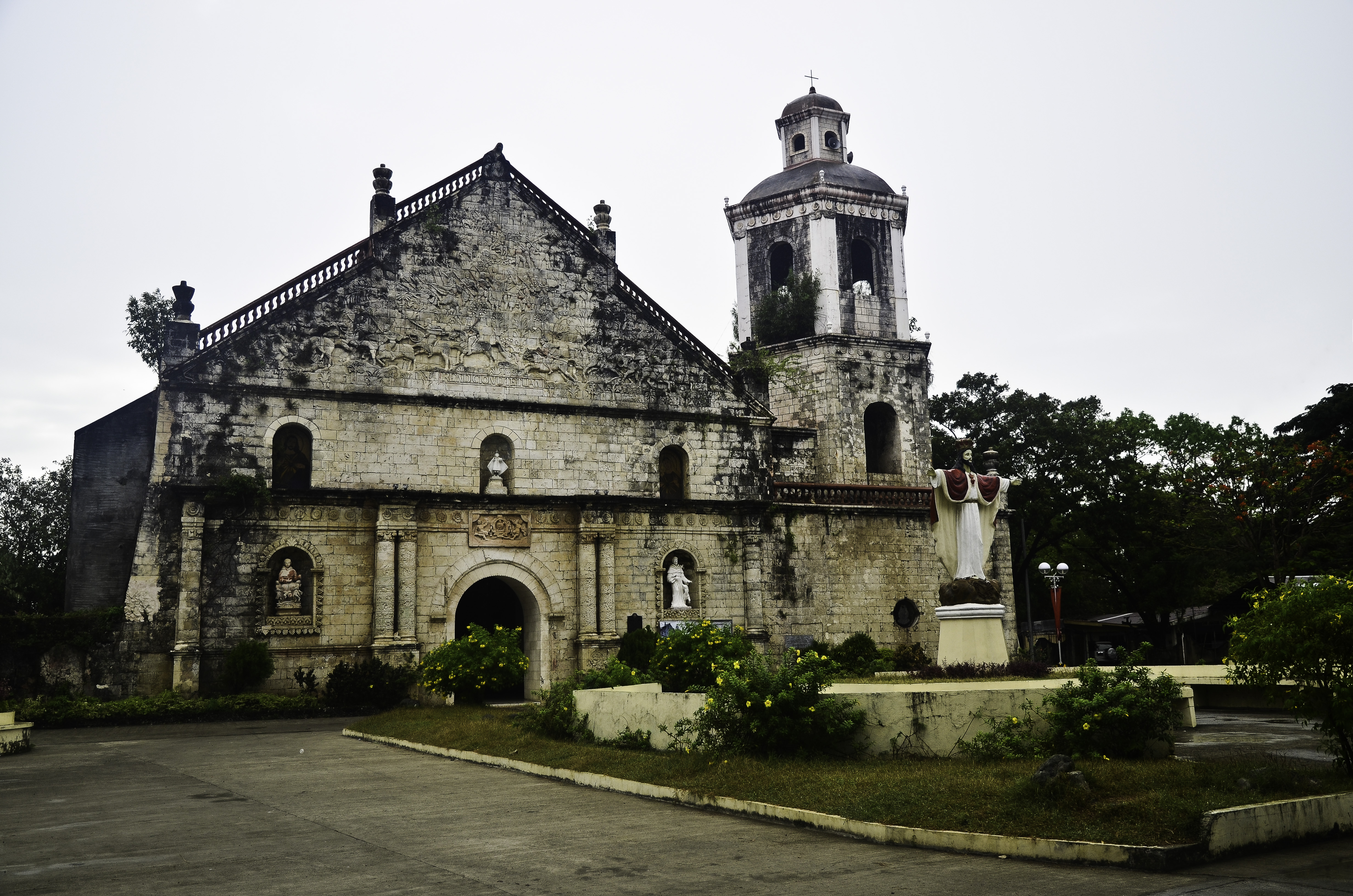
La iglesia en 2013, antes de recuperar la policromía.

La fábrica de esta iglesia de San Joaquín está hecha de piedra caliza extraídas de las montañas de Igbaras y brillantes piedras de coral blanco abundantes en la zona costera.
La fachada está decorada con rosetas y dividida verticalmente por columnas decoradas. En la parte superior en forma de pico figura Nuestra Señora de las Angustias y en hornacinas el Santo Niño, San Pedro Regalado y San Francisco de Asís.
Sobre el portal arqueado figura el escudo agustino flanqueado por querubines.
En su interior, los tres altares son también de piedra caliza tallada, y fueron pintados originalmente en colores brillantes.
Exento al edificio principal se encuentra la torre del campanario que consta de tres pisos. Se conservan las ruinas del antiguo convento con su pozo ovalado y horno panadero.

## El frontis

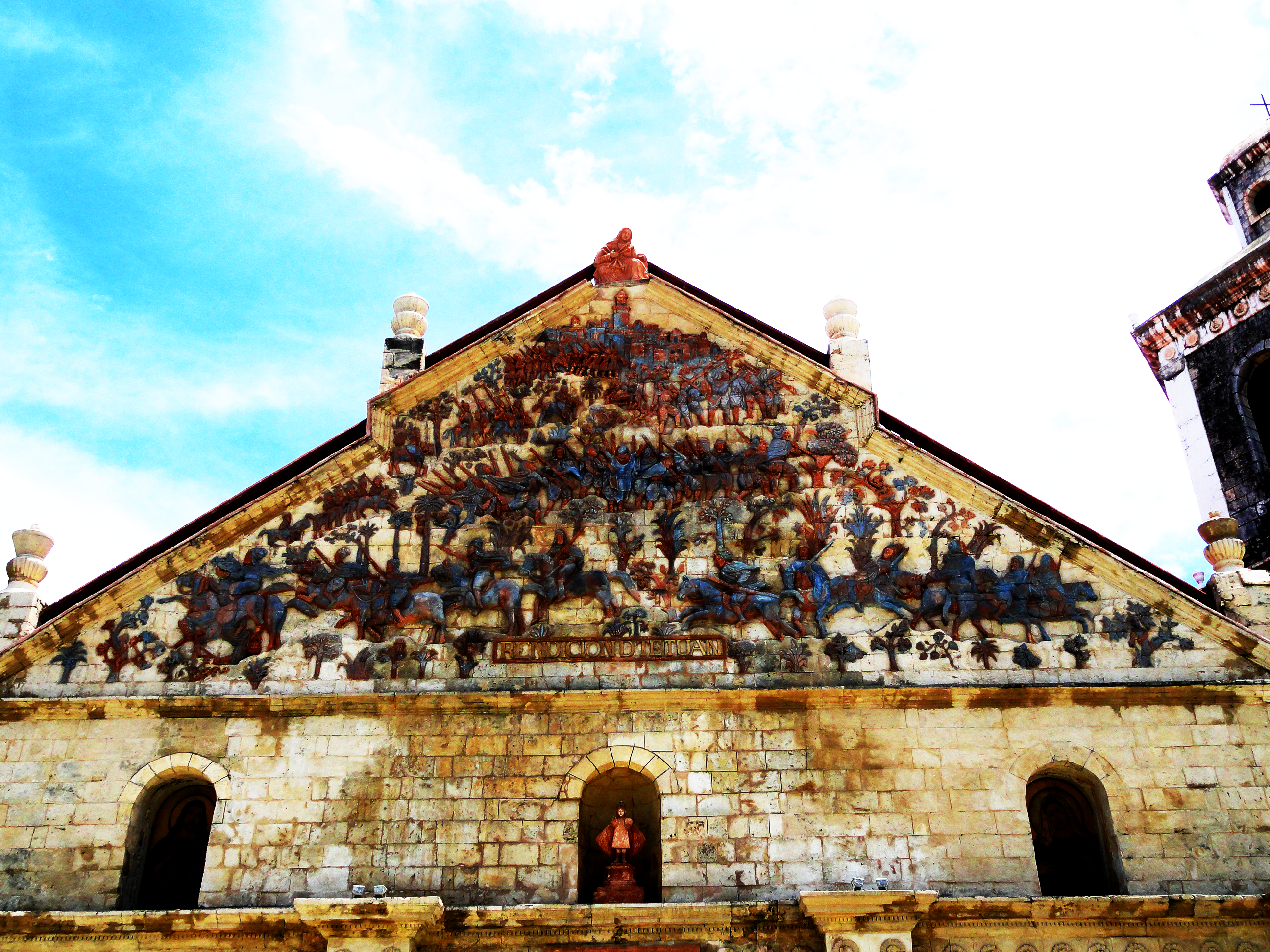
El frontón de la Iglesia de San Joaquín con la Batalla de Tetuán

La victoria española sobre las fuerzas marroquíes en la batalla de Tetuan fue tallada sobre un frontón desproporcionadamente grande.
El mural de bajo relieve representa la victoria relatando aquel momento cuando caballería e infantería rompen la defensa marroquí. Tan intrincada es la escultura que incluso la expresión de la agonía de los soldados heridos es visible. El título de la composición "Rendición de Tetuán", escrito en idioma español está tallado en su base. La batalla que conmemora tuvo lugar el día 31 de enero de 1860 en Tetuán, Marruecos, entre el Ejército Español de África y el Ejército de Marruecos de Mohammed IV por la posesión de la plaza.

## Campanario
La iglesia se encuentra a unos cientos de metros de la orilla del mar y tiene un campanario que fue construido, al igual que con las otras iglesias regionales, para actuar como una torre de vigía en el caso de una incursión de los piratas moros.

## Historia
Construida en el primitivo asentamiento español fundado en 1591.
Esta iglesia acoge a los vecinos de San Joaquín durante la Segunda Guerra Mundial. El 29 de enero de 1943 el Coronel Macario Peralta, líder de resistencia guerrillera filipina, mandó incendiar tanto el pueblo como su iglesia para evitar que los ocupantes japoneses los usasen.
Hoy todavía pueden apreciarse las manchas negras que cubren parte de la fachada.
En 1948, un fuerte temblor de tierra, conocido como Lady CayCay,   destruyó el campanario antiguo. Este seísmo también afectó al campanario de la Catedral de Jaro y también a la maravillosa iglesia de Otón. La fachada de la iglesia sobrevivo al temblor.